# محمد سعيد إبراهيم
محمد سعيد أبو الخير لاعب كرة قدم قطري، ولد في (17 يناير 1998) ، يلعب لصالح النادي العربي.

## مسيرة اللاعب
بدأ اللاعب في نادي الوكرة و أعير إلى نادي المرخية مطلع عام 2020 وأعير إلى نادي الدحيل في عام 2023 وانتقل إلى النادي العربي في عام 2024.

## روابط خارجية
محمد سعيد إبراهيم على موقع قاعدة بيانات كرة القدم.إي يو (الإنجليزية)
- محمد سعيد إبراهيم على موقع Soccerway.com (الإنجليزية)